# Octaspidiotus nothopanacis
Octaspidiotus nothopanacis är en insektsart som först beskrevs av Ferris 1953.  Octaspidiotus nothopanacis ingår i släktet Octaspidiotus och familjen pansarsköldlöss. Inga underarter finns listade i Catalogue of Life.